# اسپه‌ریز
اسپریز (به کُردی: ئەسپەرێز) تابع یکی از روستا های شهرستان سروآباد استان کردستان ایران بخش هورامان تخت و  دهستان ژریژه میباشد.

## جمعیت
این روستا در دهستان شالیار قرار دارد و براساس سرشماری مرکز آمار ایران در سال ۱۳۸۵، جمعیت آن ۲۰ نفر (۷خانوار) بوده‌است.